# Caridina zhongshanica
Caridina zhongshanica е вид десетоного от семейство Atyidae.

## Разпространение
Видът е разпространен в Китай (Гуандун).